# Tadeusz Łączyński

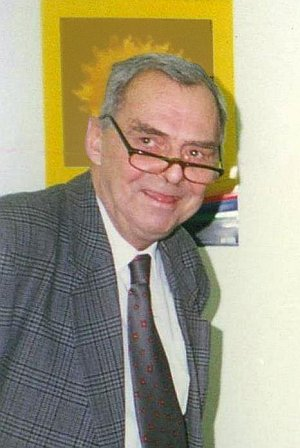

Tadeusz Łączyński (22 de junho de 1936 - Wrocław, 3 de novembro de 2010) foi um jornalista, ativista do Solidariedade e radialista polonês.